# Бентхаус, Хельмут
Хельмут Бентхаус (нем. Helmut Benthaus; род. 5 июня 1935, Херне, Вестфалия) — немецкий футболист, тренер.

## Клубная карьера
Хельмут Бентаус начал свою профессиональную карьеру в клубе «Вестфалия» (Херне) в 1958 году из своего родного города. В 1959 году он выиграл Оберлигу-Вест, но уже через год покинул команду и перешел в «Мюнхен 1860». Бентхаус не смог закрепиться в команде и отправился в «Кёльн». После двух сезонов Хельмут перешел в швейцарский «Базель». В возрасте 36 лет, полузащитник завершил карьеру в 1971 году.
Бентхаус сыграл восемь игр за сборную Западной Германии, в период между 1958 и 1960 годами.